# Lijst van nummer 1-hits in Frankrijk in 2014
Deze hits stonden in 2014 op nummer 1 in de SNEP Single Top 200, de bekendste hitlijst in Frankrijk.
| Datum        | Artiest                               | Titel                            |
| ------------ | ------------------------------------- | -------------------------------- |
| 4 januari    | Pharrell Williams                     | Happy                            |
| 11 januari   | Pharrell Williams                     | Happy                            |
| 18 januari   | Pharrell Williams                     | Happy                            |
| 25 januari   | Pharrell Williams                     | Happy                            |
| 1 februari   | Pharrell Williams                     | Happy                            |
| 8 februari   | Pharrell Williams                     | Happy                            |
| 15 februari  | Pharrell Williams                     | Happy                            |
| 22 februari  | Pharrell Williams                     | Happy                            |
| 1 maart      | Pharrell Williams                     | Happy                            |
| 8 maart      | Pharrell Williams                     | Happy                            |
| 15 maart     | Pharrell Williams                     | Happy                            |
| 22 maart     | Pharrell Williams                     | Happy                            |
| 29 maart     | Pharrell Williams                     | Happy                            |
| 5 april      | Pharrell Williams                     | Happy                            |
| 12 april     | Pharrell Williams                     | Happy                            |
| 19 april     | Pharrell Williams                     | Happy                            |
| 26 april     | Pharrell Williams                     | Happy                            |
| 3 mei        | Pharrell Williams                     | Happy                            |
| 10 mei       | Pharrell Williams                     | Happy                            |
| 17 mei       | Milky Chance                          | Stolen dance                     |
| 24 mei       | Milky Chance                          | Stolen dance                     |
| 31 mei       | Milky Chance                          | Stolen dance                     |
| 7 juni       | Booba                                 | OKLM                             |
| 14 juni      | Black M                               | Sur ma route                     |
| 21 juni      | Black M                               | Sur ma route                     |
| 28 juni      | Black M                               | Sur ma route                     |
| 5 juli       | Black M                               | Sur ma route                     |
| 12 juli      | Sia                                   | Chandelier                       |
| 19 juli      | Lilly Wood & The Prick & Robin Schulz | Prayer in C (Robin Schulz remix) |
| 26 juli      | Lilly Wood & The Prick & Robin Schulz | Prayer in C (Robin Schulz remix) |
| 2 augustus   | Lilly Wood & The Prick & Robin Schulz | Prayer in C (Robin Schulz remix) |
| 9 augustus   | Lilly Wood & The Prick & Robin Schulz | Prayer in C (Robin Schulz remix) |
| 16 augustus  | Lilly Wood & The Prick & Robin Schulz | Prayer in C (Robin Schulz remix) |
| 23 augustus  | Lilly Wood & The Prick & Robin Schulz | Prayer in C (Robin Schulz remix) |
| 30 augustus  | Lilly Wood & The Prick & Robin Schulz | Prayer in C (Robin Schulz remix) |
| 6 september  | Lilly Wood & The Prick & Robin Schulz | Prayer in C (Robin Schulz remix) |
| 13 september | Lilly Wood & The Prick & Robin Schulz | Prayer in C (Robin Schulz remix) |
| 20 september | Lilly Wood & The Prick & Robin Schulz | Prayer in C (Robin Schulz remix) |
| 27 september | Lilly Wood & The Prick & Robin Schulz | Prayer in C (Robin Schulz remix) |
| 4 oktober    | Lilly Wood & The Prick & Robin Schulz | Prayer in C (Robin Schulz remix) |
| 11 oktober   | Lilly Wood & The Prick & Robin Schulz | Prayer in C (Robin Schulz remix) |
| 18 oktober   | David Guetta & Sam Martin             | Dangerous                        |
| 25 oktober   | Lilly Wood & The Prick & Robin Schulz | Prayer in C (Robin Schulz remix) |
| 1 november   | Lilly Wood & The Prick & Robin Schulz | Prayer in C (Robin Schulz remix) |
| 8 november   | Sia                                   | Chandelier                       |
| 15 november  | Sia                                   | Chandelier                       |
| 22 november  | David Guetta & Sam Martin             | Dangerous                        |
| 29 november  | David Guetta & Sam Martin             | Dangerous                        |
| 6 december   | David Guetta & Sam Martin             | Dangerous                        |
| 13 december  | David Guetta & Sam Martin             | Dangerous                        |
| 20 december  | David Guetta & Sam Martin             | Dangerous                        |
| 27 december  | Mark Ronson & Bruno Mars              | Uptown funk!                     |